# Вікторов Річард Миколайович
Річард Миколайович Вікторов (рос. Ричард Николаевич Викторов; 7 листопада 1929, Туапсе, РРФСР, СРСР — 8 вересня 1983, Москва, РРФСР, СРСР) — радянський кінорежисер, сценарист. Заслужений діяч мистецтв РРФСР (1974). Лауреат Державної премії РРФСР імені братів Васильєвих (1977) і Державної премії СРСР (1982).

## Біографія
В 1945—1947 роках навчався в чоловічій середній школі № 35 Львова. Закінчивши школу екстерном, вступив на філологічний факультет Львівського державного університету і в 1952 році отримав диплом викладача російської мови, логіки і психології.
Вступив на режисерський факультет ВДІК, навчався в майстерні Сергія Юткевича. У 1957—1958 роках на Одеської кіностудії знімав дипломний повнометражний фільм «На зеленій землі моїй». Після закінчення інституту в 1959—1965 рр. працював на кіностудії Білорусьфільм, а з 1965 — на Центральній кіностудії дитячих і юнацьких фільмів ім. М. Горького.
Увійшов в історію радянської кінофантастики завдяки дилогії «Москва — Кассіопея» і «Підлітки у Всесвіті», та фільму «Крізь терни до зірок», в яких зміг відтворити правдоподібні сцени в космосі і невагомості.
Важливе місце в творчості посіли фільми про німецько-радянську війну: «Третя ракета» і «Обеліск», зняті за повістю Василя Бикова та «Перехідний вік».
Помер під час зйомок фільму «Комета».

## Фільмографія
- 1958 — На зеленій землі моїй (дипломна робота)
- 1960 — Попереду — крутий поворот
- 1963 — Третя ракета
- 1964 — Дорогами батьків (документальний фільм)
- 1965 — Кохана
- 1968 — Перехідний вік
- 1970 — Переступи поріг
- 1973 — Москва — Кассіопея
- 1974 — Підлітки у Всесвіті
- 1976 — Обеліск
- 1980 — Крізь терни до зірок
- 1983 — Комета (завершив Юрій Чулюкін)